# Ferdinand van Savoye

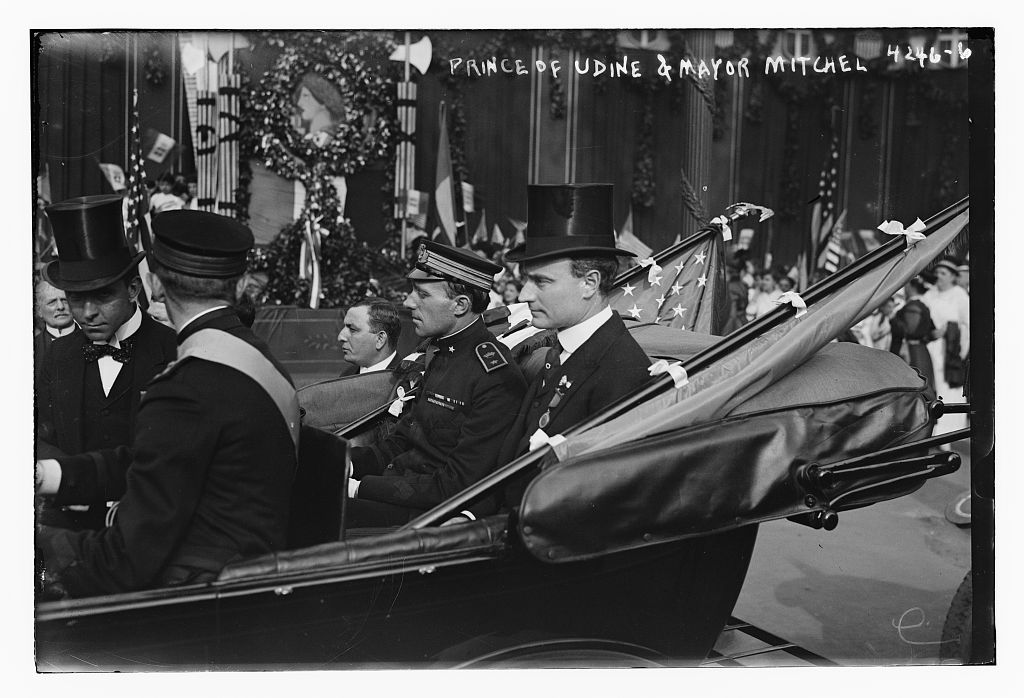
Ferdinand in uniform, naast de burgemeester van New York in een koets, 1917

Ferdinand Humbert Philip Adalbert van Savoye (Turijn, 21 april 1884 - Bordighera, 24 juni 1963) was een Italiaanse prins uit het huis Savoye, en de 3e hertog van Genua en prins van Udine. 
Hij was de oudste zoon van Thomas, 2e hertog van Genua en Isabella Marie Elizabeth van Beieren. Op 22 september 1904 kreeg hij de titel prins van Udine.
Ferdinand maakte carrière binnen de Koninklijke Italiaanse Marine. In de Eerste Wereldoorlog voerde hij als kapitein-ter-zee het commando over een torpedobootjager. Hij werd onderscheiden met een medaille voor dapperheid.
In mei 1917 maakte hij deel uit van een Italiaanse commissie die in de Verenigde Staten moest trachten om handelsakkoorden te sluiten. In 1930 woonde hij, namens zijn neef, koning Victor Emanuel III, de kroning bij van keizer Haile Selassie, van Ethiopië. Een jaar later erfde hij de titel Hertog van Genua. Binnen de marine bereikte hij uiteindelijk de rang van admiraal. 
Hij trouwde met gravin Maria Luigia. Het huwelijk bleef kinderloos.